# ヘッセン急使

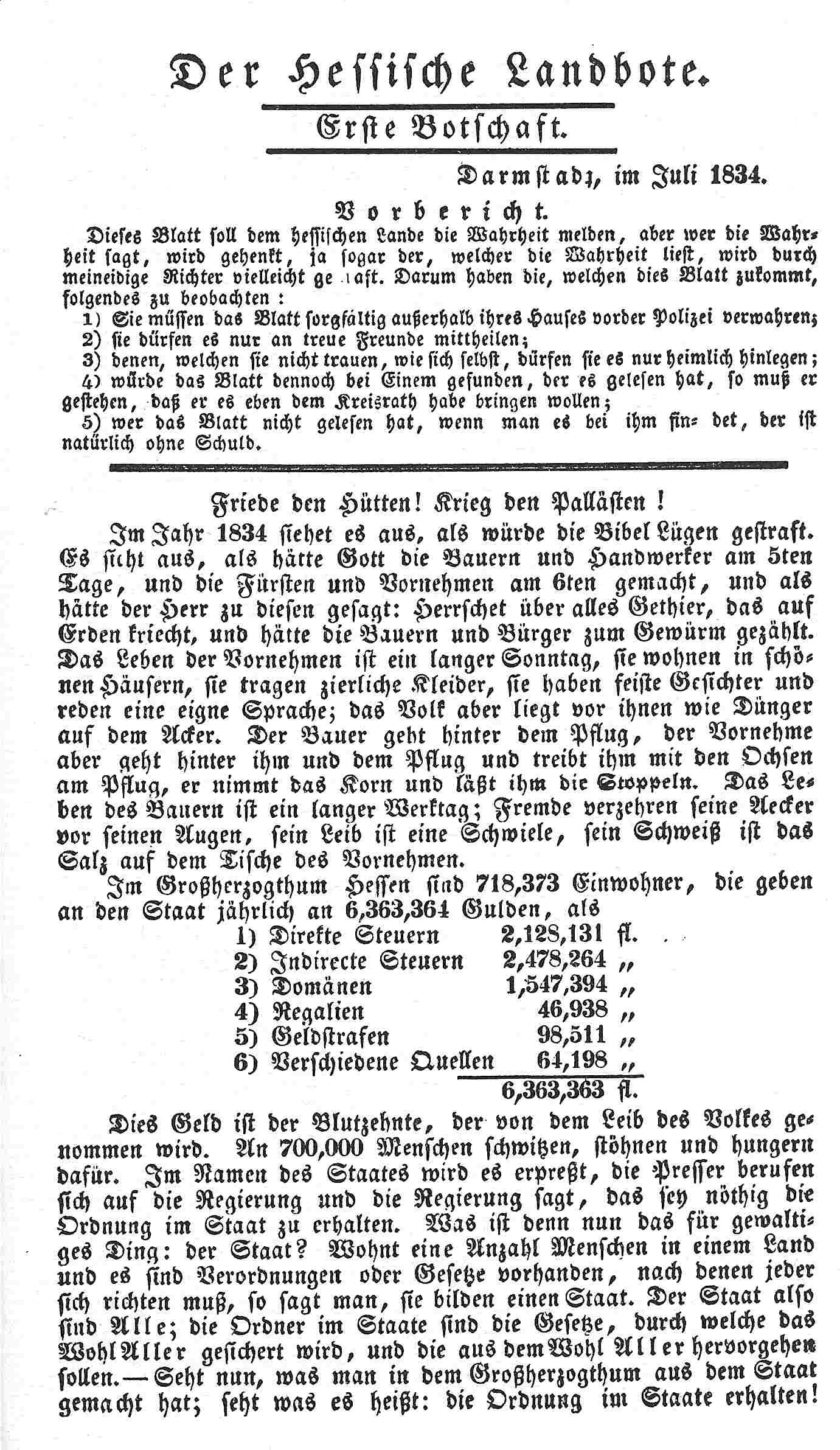
『ヘッセン急使 第一報』第1ページ

『ヘッセン急使』（ヘッセンきゅうし、Der Hessische Landbote）は、ゲオルク・ビューヒナーとフリードリヒ・ルートヴィヒ・ヴァイディヒによって1834年に執筆、頒布された、8ページの政治的パンフレット。彼らはこの文書で、貧困にあえいでいた農民や手工業者に蜂起を促し、当時のヘッセン大公国の旧体制を覆そうとしたが、この試みは失敗に終わった。ヴィルヘルム・ヴァイトリングの『人類の現状と理想』と並び19世紀ドイツにおける革命思想の出発点に位置する著作であり、またマルクス＝エンゲルスの『共産党宣言』に次いで翻訳されることの多い政治的パンフレットとも評されている。

## 内容
1ページ目には表題と日付（1834年7月、ダルムシュタット）に続いて、前書き（Vorbericht）として、これが危険文書であり取り扱いに十分配慮するようにという読者への注意が書かれている。それから「あばら家に平和を！ 宮殿に戦争を！」というフランス革命の標語が掲げられ本文へと続く。
本文ではまず旧約聖書の創世記を引きながら、農民の生活と王侯貴族の生活とを対比する。そして統計資料に基づいて、ヘッセン大公国の国民71万人が毎年収めている税金636万グルデンの内容（直接税、間接税、御料地収入、罰金など）を箇条書きにした後、その税の用途（各省の支出、軍事費、恩給費など）ごとに、それが無駄遣いであり役人の私腹を肥やすことにしかなっていないこと、そして税金を納めている当の人民には何の利益ももたらす結果になっていないことを説く。それからフランス革命以降の歴史に触れ、7月革命によって王を追放したフランスがまたも世襲的な王制を敷いてしまったこと、その際にドイツの人民にも押し付けられた憲法がいかに不合理な内容のものであるかを訴える。最後に抑圧者に対する武装蜂起を説き、神にアーメンを唱えよという言葉で締めくくっている。なお、この文の後半（ヴァイディヒの作とされる）では、領邦君主たちが理想的な皇帝を没落させ、ドイツを破滅の淵に追いやったと主張している。
なお、ヴァイディヒにより改訂・配布された第2版では、前書きが削除された。

## 歴史的背景
『急使』が執筆された背景には、当時のドイツ諸邦の旧弊な政治体制によってもたらされた国民の窮乏がある。ヘッセン大公国は面積約8000平方キロメートルの小国であり（現在のヘッセン州の約四分の一にあたる）、人口は死亡率の低下によって1790年から急激に増加し、1830年代には70万人に達していた。しかし国家の経済はこの人口上昇についていけず、農業は旧来の方法のままで生産が上がっていなかった。ヘッセンで農奴制が廃止されたのは1820年になってからであり、以後は直接税がとってかわったが、多数の農民は封建君主に依存していた。一方、手工業のほうも因習的な身分制が根強く経済的発展の原動力とはなりえない状態にあり、産業革命による工業化も遅れていた。
さらにドイツの政治状況がこの経済的危機を長引かせていた。ドイツでは市民革命がまだ進んでおらず、1815年のウィーン会議がドイツ連邦の絶対君主制を安定化させ、1819年には反体制派に対する秘密警察が設置された。許可を受けていない政治団体はすべて禁止されており、連邦議会はすべての出版物に事前検閲を課し、差し止める権限を持っていた。またナポレオン戦争の結果、南ドイツでは立憲的改革が起こり、ヘッセン大公国も1820年にヘッセン憲法を発布して二院制の国会を開設していたが、議員の資格も国会の権限もきわめて限定されていた。代議士になれるのはその選挙区の高額納税者の60番以内に入り、さらに直接税として国家に1000グルデンを支払っている者だけであった。1830年9月には北ドイツ関税同盟による重税に反発したヘッセンの農民らが蜂起し（関税騒動、de:Zollunruhen）、戒厳令が敷かれる。そして10月1日に小村ゼーデル（現在のヴェルファースハイム）で農民たちに軍隊が誤って発砲して死傷者を出すに至る（ゼーデルの血祭、de:Blutbad von Södel）。最終的に軍は誤射を謝罪し、23人の兵士が起訴されて士官2名を含む11人が有罪判決を受けた。だがこの事件はヘッセン当局が反政府勢力を武力鎮圧したと間違って報道された（ビュヒナーは『ヘッセン急使』でこの事件に言及している）。

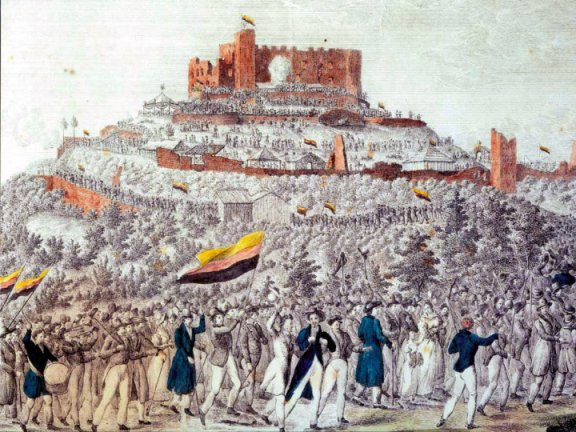
ハンバッハ祭

こうした状況のため、改革派は必然的に反体制派として地下活動に従事せざるを得なくなった。しかし反体制派は統一的な綱領を作ることができず、ゆるい結びつきをもった個々のグループが時おり統一戦線を作るといったことが繰り返されるだけであった。1832年5月26日、バイエルン王国にあるハンバッハに各地域から2万人のデモ隊が集まり、農民、職人、ブルジョワ、知識人らがそれぞれの立場から演説をうった（ハンバッハ祭）。しかし集会の熱狂にもかかわらず、この会は何の結論も政治的決定も見出せずそのまま解散することになった。翌1833年4月3日、反体制派の武装グループがフランクフルトの警備本部を襲撃、占拠した。彼らは連邦議会を襲い臨時共和政府を宣言するつもりであったが、暴動の準備が十分できておらず正規軍の突入を前に逃亡することになった（フランクフルト蜂起、de:Frankfurter Wachensturm）。連邦議会はこの事件を受けてフランクフルトに新たに中央査問委員会を設置して反体制派の取り締まりを強化し、ドイツにおける武装蜂起はますます困難になっていた。

## 執筆の経緯
『急使』作成のきっかけは、ギーセン大学の医学生であったゲオルク・ビューヒナーが、彼の友人アウグスト・ベッカーの紹介により、小学校の教師をしながら反政府活動に従事していたフリードリヒ・ルートヴィヒ・ヴァイディヒに知り合ったことに始まる。生活の困窮した下層労働者の利益を考えていないという点で従来の政治パンフレットに不満を抱いていたビューヒナーは、政治活動の一環として政治パンフレットの出版を手がけていたヴァイディヒの援助を受け、新たなパンフレットの草稿執筆を開始、1834年5月ころまでに短期間で書き上げた。ビューヒナーの考えは、統計資料をもとに明確な数字を示した上で富裕層による下層労働者へ搾取の構造を描き出し、労働者へ自覚と蜂起を促して革命の火種を作ることにあった。
しかし草稿を渡されたヴァイディヒは、それが身分の関係なく富裕層全体を攻撃する内容になっていたことで自由主義者の離反を危惧し、「金持ちたち」として言い表されていた搾取者を「貴族たち」に置き換えたほか、急進的すぎる文面を削除し聖書からの文句を多数加えるなどして大幅に修正した（修正前のビューヒナーによる草案は残っていない）。『ヘッセン急使』のタイトルと前書き、フランス革命の標語などもヴァイディヒが加えたものである。1834年6月に修正原稿を見たビューヒナーは、自分が最も重要だと考えていたところが消されてしまったとしてと憤慨したが、ともかくこれを印刷、配布することになった（その後さらにビューヒナーによって修正されたかどうかは不明である）。

## 配布と弾圧
『急使』はヴァイディヒが手配した秘密印刷所にて7月中に刷り上げられた。7月30日から31日にかけての夜に印刷所から刷り上った『急使』を受け取り、警察の目をくらますため、複数の地区で一斉に頒布に取り掛かることとなった。しかしヴァイディヒの仲間のひとりであったコンラート・クールが警察に身を売っており、彼の密告で8月1日の夕刻、ギーセンに『急使』を運んできたミニゲローデが逮捕された。8月2日にはヘッセン政府より高級裁判所予審判事コンラート・ゲオルギにこの件の取調べが命じられ、8月3日より次々に関係者が逮捕されていった。ビューヒナーはミニゲローデ逮捕の直後すぐに行動を開始しており、この日の夜のうちにブッツバッハに向かいヴァイディヒ、ベッカーと今後の対応を協議、また仲間のもとを訪れて危険を告げて回った。この間にビューヒナーのギーセンの下宿先で家宅捜索が行なわれ手紙類が押収されたが、ビューヒナーはこの際の法的手続きの手抜かりにつけこんで抗議を行い、逮捕を免れた。
ビューヒナーは心配した両親の意向に従って故郷のダルムシュタットに戻り、ここで翌年まで自然科学の研究に没頭した。しかし翌年に仲間の亡命の件で参考人として裁判所に呼び出されたことから危険を感じ、1835年3月にストラスブールに亡命した。ビューヒナーはこの地で自然科学の研究を続け、翌年にチューリヒ大学で解剖学の講師の職を得たが、チフスにかかり1837年2月に没している。ヴァイディヒも当初逮捕を免れていたが、9月頃にブッツバッハから寒村オーバーグリーンに左遷された。ヴァイディヒはこの地で密かに『急使』第2版を出版、頒布を行なっている。しかし逮捕された仲間の自白から1835年4月に逮捕され、ゲオルギの過酷な拷問に2年のあいだ耐え続けたのち、1837年に獄中で自殺した。